# Comté de Buffalo (Nebraska)
Pour les articles homonymes, voir Comté de Buffalo.
Le comté de Buffalo est un comté de l'État du Nebraska, aux États-Unis. Son siège est la ville de Kearney.